# Vicovu de Jos (gmina)
Vicovu de Jos – gmina w Rumunii, w okręgu Suczawa. Obejmuje tylko jedną miejscowość Vicovu de Jos. W 2011 roku liczyła 5925 mieszkańców.